# Ilona Novák
Ilona Novák   (Budapest, 16 de maig de 1925 - Budapest, 14 de març de 2019) fou una nedadora hongaresa, especialista en estil lliure i esquena, que va competir durant les dècades de 1940 i 1950. Era germana de la també nedadora Éva Novák.
El 1948 va prendre part en els Jocs Olímpics d'Estiu de Londres, on va disputar dues proves del programa de natació. Fou quarta en els 100 metres esquena i cinquena en els 4x100 metres lliures. Quatre anys més tard, als Jocs de Hèlsinki tornà a disputar dues proves del programa de natació. Va guanyar la medalla d'or en els 4x100 metres lliures, formant equip amb Judit Temes, Éva Novák i Katalin Szőke, mentre en els 100 metres lliures quedà eliminada en semifinals.
En el seu palmarès també destaquen quatre campionats universitaris i trenta-cinc campionats nacionals. Entre el 1940 i el 1950 va establir vint rècords nacionals i va ser membre de l'equip que aconseguí el rècord del món dels 4x100 metres lliures el 1952. Un cop retirada exercí diversos càrrecs directius a la Federació Hongaresa de Natació, la Lliga Europea de Natació i el Comitè Olímpic d'Hongria.
El 1973 fou inclosa a l'International Swimming Hall of Fame, juntament amb la seva germana Éva Novák-Gerard.